# Vivian Gornick

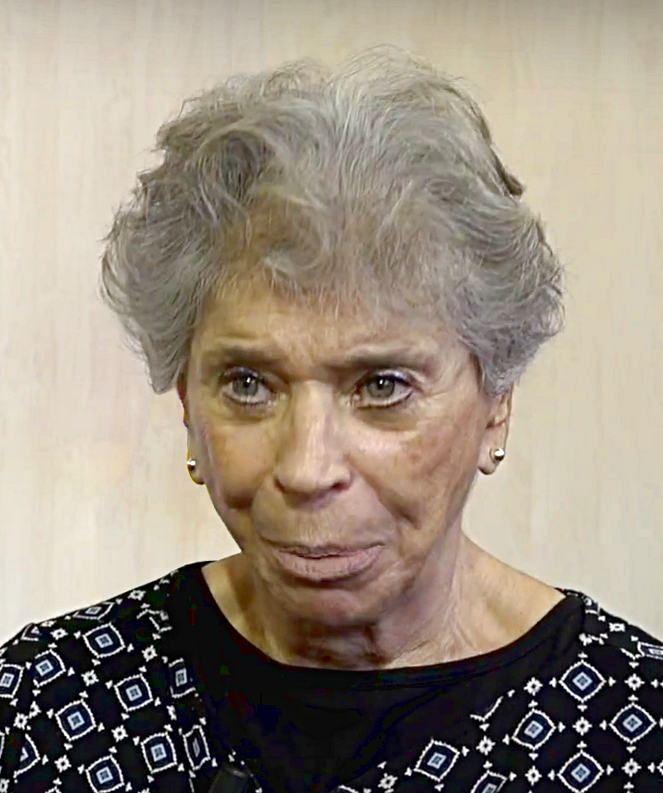
Vivian Gornick (2018)

Vivian Gornick (* 14. Juni 1935 in New York) ist eine US-amerikanische Journalistin, Essayistin, Feministin und Schriftstellerin.

## Leben
Vivian Gornick wurde 1935 als Tochter russisch-jüdischer Einwanderer in der Bronx geboren. Ihr Vater arbeitete in einer Textilfabrik, ihre Mutter war Hausfrau und später Büroangestellte. Beide Eltern waren Kommunisten. Ihr Vater starb, als sie 13 Jahre alt war.
Gornick studierte am City College in New York und schloss dort 1957 mit dem BA ab. 1960 machte sie an der New York University ihren Master in Literaturwissenschaft. Anschließend zog sie nach Kalifornien, um in Berkeley ihren PhD zu machen, brach aber nach fünf Jahren ab und zog zurück nach New York, nach Manhattan. Sie unterrichtete englische Literatur an der State University of New York von 1966 bis 1967 und am Hunter College von 1967 bis 1968. Ihre Karriere als Autorin begann sie 1969 bei der Village Voice, für die sie bis 1977 arbeitete. Gleichzeitig begann sie für bedeutende Publikationen wie die New York Times, The Nation, The Atlantic zu schreiben. Im November 1969 erschien in der Village Voice ihr Artikel über den sich gerade entwickelnden radikalen Feminismus The Next Great Moment In History Is Theirs. Die Auseinandersetzung mit feministischen Themen blieb einer der Schwerpunkte ihrer Arbeit.
Gornick hat mehr als ein Dutzend Sachbücher veröffentlicht, darunter die Anthologie Woman in Sexist Society  und ihre gesammelten Essays in Feminism, eine Biographie über die Anarchistin, Friedensaktivistin und feministische Theoretikerin Emma Goldman und die von der amerikanischen Kritik hochgelobten Memoirs Fierce Attachments und The Odd Woman and the City, die auch auf Deutsch erschienen sind. Fierce Attachments wurde von der New York Times zum besten Memoir der letzten 50 Jahre gewählt. In The Men in My Life (2008) analysiert sie die Misogynie, die die Darstellung weiblicher Charaktere in den Werken bedeutender amerikanischer Autoren prägt.

## Auszeichnungen
2021 wurde sie mit einem Windham–Campbell Literature Prize in der Sparte Nonfiction ausgezeichnet. 2023 wurde sie zum Mitglied der American Academy of Arts and Letters gewählt.

## Publikationen
- Mit Barbara K. Moran (Hrsg.): Woman In Sexist Society: Studies in Power and Powerlessness. Basic Books, New York 1971.
- In Search of Ali Mahmoud: An American Woman in Egypt. E.P. Dutton, New York 1973.
- The Romance of American Communism. Basic Books, New York 1977.
- Essays in Feminism. Harper & Row, New York 1978.
- Women in Science: Portraits from a World of Transition. Simon & Schuster, New York 1983.
- Fierce Attachments: A Memoir. Farrar, Straus and Giroux, New York 1987.
  - Übersetzt von Pocaio: Ich und meine Mutter. Penguin, München 2019, ISBN 978-3-328-60030-5.
- Approaching Eye Level. Beacon Press, Boston 1996.
- The End of the Novel of Love. Beacon Press, Boston 1997.
- The Situation and the Story: The Art of Personal Narrative. Farrar, Straus and Giroux, New York 2001.
- The Solitude of Self: Thinking about Elizabeth Cady Stanton. Farrar, Straus and Giroux, New York 2005.
- The Men in My Life. MIT Press, Cambridge, MA 2008.
- Women in Science: Then and Now. The Feminist Press, New York 2009.
- Emma Goldman: Revolution as a Way of Life. Yale University Press, New Haven 2011.
- The Odd Woman and the City: A Memoir. Farrar, Straus and Giroux, New York 2015.
  - Übersetzt von Pocaio: Eine Frau in New York. Penguin, München 2020, ISBN 978-3-328-60088-6.
- Unfinished Business: Notes of a Chronic Re-Reader. Farrar, Straus and Giroux, New York 2020.
- Taking a Long Look. Verso, New York 2021.